# Jules de Laveleye
Jules de Laveleye (Brugge, 1 januari 1818 - Geluveld, 29 maart 1890) was burgemeester van de Belgische gemeente Geluveld.

## Levensloop
De vader van Jules Jean Marie Maximilien de Laveleye, Ivon-Benoît de Laveleye (Kortrijk, 1768 - Geluveld, 1856), was in de Franse tijd een belangrijke ingezetene, eerst van Kortrijk (waar hij adjoint au maire was), vervolgens van Brugge (waar hij voorzitter was van de Kamer van Koophandel). Hij was ook opkoper van "zwart goed" en had onder meer in 1797 de Augustijnenabdij in Zonnebeke opgekocht. Hij kocht ook uitgestrekte gronden in Geluveld en zette zich in voor het vruchtbaar maken ervan.
In februari 1813 trouwde Ivon met Marie Darricau (1770-1813), die op Kerstdag van hetzelfde jaar overleed. Hij hertrouwde in 1816 met de dertig jaar jongere Julie Van Lede (Brugge, 1799 - Luik, 1876) en Jules was hun eerste kind. Na hem kwam er nog een tweede zoon, Emile de Laveleye (1822-1892), die zou uitgroeien tot de bekende en geniale economist.
Ivon bouwde in Geluveld, op de wijk Polderhoek, een kasteel met een uitgestrekt park. Jules de Laveleye woonde er zijn leven lang en zorgde verder voor de uitbouw van een groot landbouwbedrijf. Na zijn dood werd de eigendom verkocht en tijdens de Eerste Wereldoorlog volledig verwoest. Na de oorlog werd er niet meer heropgebouwd en werd de eigendom (30 ha) tot landbouwgrond omgevormd. 
Jules de Laveleye, die vrijgezel bleef, werd schepen van Geluveld, onder het burgemeesterschap van François-Bruno Keingiaert de Gheluvelt. In 1879 werd hij zelf burgemeester en bleef dit tot aan zijn dood. De eerste jaren van zijn bewind werden gekenmerkt door de bitsige schoolstrijd, die ook in zo een klein dorp sporen naliet.

## Publicatie
- Discours prononcé sur la tombe de M. Keingiaert de Gheluvelt, bourgmestre de Gheluvelt, Geluveld, 14 augustus 1876.